# Theodor Stemper
Theodor Stemper (* 19. September 1955) ist ein deutscher Sportwissenschaftler und Hochschullehrer.

## Leben
Stemper ging im sauerländischen Warstein zur Schule und bestand 1974 am örtlichen Städtischen Neusprachlichen Gymnasium das Abitur. Er studierte Sportwissenschaft an der Deutschen Sporthochschule Köln sowie Englisch für das Lehramt an der Universität Paderborn und der Universität zu Köln. Nachdem er 1979 seinen Abschluss als Diplom-Sportlehrer in der Tasche hatte, wurde Stemper für das beste Examen des Jahres mit der August-Bier-Plakette ausgezeichnet. 1982 und 1985 bestand er das erste beziehungsweise zweite Staatsexamen. Von 1980 bis 1982 war er wissenschaftlicher Mitarbeiter an der Sporthochschule. Zwischen 1982 und 1988 nahm er am dortigen Institut für Kreislaufforschung und Sportmedizin einen Lehrauftrag wahr.
Seine Doktorarbeit mit dem Titel „Effekte des gerätegestützten Fitnesstrainings. Motorik, Physiologie, Anthropometrie. Veränderung anthropometrischer, motorischer und physiologischer Parameter durch Training an Fitnessgeräten“ wurde 1994 an der Heinrich-Heine-Universität Düsseldorf angenommen. Neben seiner Tätigkeit an der Sporthochschule war Stemper ab 1985 zusätzlich als wissenschaftlicher Angestellter am Institut für Sportwissenschaft der Heinrich-Heine-Universität Düsseldorf tätig. Seine Habilitation im Fach Sportwissenschaft schloss er ebenfalls an der Universität Düsseldorf ab, und zwar im Juni 2001. Er war hernach als Privatdozent an der Hochschule tätig.
2009 wurde Stemper am Institut für Sportwissenschaft der Bergischen Universität Wuppertal zum außerordentlichen Professor (Arbeitsbereich Fitness und Gesundheit) ernannt. Seit 2009 ist er zudem Ausbildungsdirektor des Deutschen Fitness- und Aerobicverbandes sowie seit 2014 stellvertretender Vorsitzender des Bundesverbandes Gesundheitsstudios Deutschland.
Zu Stempers Arbeitsschwerpunkten zählen Fitnesssport, Bewegungsmöglichkeiten in der Schule, Übergewicht, motorische Testverfahren, Alterssport, Dehnen, Marathontraining, Diabetes und Sport und die Schwimmfähigkeit von Kindern.